# Gaultite
La gaultite è un minerale.